# Bałtyk-Karkonosze Tour
La Bałtyk-Karkonosze Tour és una cursa ciclista per etapes que es disputa anualment a Polònia. Creada el 1993, des del 2005 al 2009 va formar part de l'UCI Europa Tour. El 2015 va tornar al calendari europeu.

## Palmarès
| Any  | Vencedor              | Segon                | Tercer               |         |
| ---- | --------------------- | -------------------- | -------------------- | ------- |
| 1993 | Radosław Romanik      | Artur Krasiński      | Tomasz Kłoczko       |         |
| 1994 | Radosław Romanik      | JarosÅ‚aw Chojnacki  | Paweł Czopek         |         |
| 1995 | Radosław Romanik      | Tomasz Kłoczko       | Paweł Czopek         |         |
| 1996 | Radosław Romanik      | Andrzej Sypytkowski  | Grzegorz Gwiazdowski |         |
| 1997 | Andrzej Sypytkowski   | Jacek Mickiewicz     | Zbigniew Piątek      |         |
| 1998 | Piotr Chmielewski     | Tomasz Kłoczko       | Artur Krasiński      |         |
| 1999 | Raimondas Rumšas      | Piotr Wadecki        | Tomasz Brożyna       |         |
| 2000 | Robert Radosz         | Grzegorz Rosoliński  | Dariusz Skoczylas    |         |
| 2001 | Piotr Przydział       | Radosław Romanik     | Ondřej Sosenka       |         |
| 2002 | Oleksandr Klimenko    | Marcin Sapa          | Radosław Romanik     |         |
| 2003 | Oleksandr Klimenko    | Krzysztof Ciesielski | Sebastian Skiba      |         |
| 2004 | Sławomir Kohut        | Jamie Burrow         | Oleksandr Klimenko   |         |
| 2005 | Radosław Romanik      | Cezary Zamana        | Krzysztof Ciesielski |         |
| 2006 | Bartłomiej Matysiak   | Kazimierz Stafiej    | Krzysztof Miara      |         |
| 2007 | Roman Broniš          | Aleksei Kunxin       | Mateusz Mróz         |         |
| 2008 | Radosław Romanik      | Łukasz Bodnar        | Roman Broniš         |         |
| 2009 | Serguei Kolésnikov    | Mateusz Mróz         | Mateusz Taciak       |         |
| 2010 | Volodímir Duma        | Artur Przydział      | Patrik Tybor         |         |
| 2011 | Robert Radosz         | Dariusz Baranowski   | Wojciech Ziółkowski  |         |
| 2012 | Nikolai Mikhàilov     | Marek Rutkiewicz     | Robert Radosz        |         |
| 2013 | Mateusz Taciak        | Nikolai Mikhàilov    | Kamil Gradek         |         |
| 2014 | Christopher Hatz      | Tim Schlichenmaier   | Kamil Zieliński      |         |
| 2015 | Leszek Pluciński      | Mateusz Taciak       | Peter Williams       |         |
| 2016 | Mateusz Taciak        | Maciej Paterski      | Nikolai Mikhàilov    |         |
| 2017 | Marek Rutkiewicz      | Vadim Pronskiy       | Adam Stachowiak      |         |
| 2018 | Philipp Walsleben     | Mateusz Taciak       | Paweł Cieślik        |         |
| 2019 | Kamil Małecki         | Attila Valter        | Adam Stachowiak      |         |
| 2020 | Stanisław Aniołkowski | Maciej Paterski      | Adam Stachowiak      |         |
| 2021 | suspesa               | suspesa              | suspesa              | suspesa |